# NGC 4786
NGC 4786 este o infrared source⁠(d) situată în constelația Fecioara. A fost descoperită în 17 aprilie 1784 de către William Herschel. Se află la o distanță de 54,95 de megaparseci de Pământ.